# André Bellaïche
Pour les articles homonymes, voir Bellaïche.
André Bellaïche est un bandit franco-tunisien né en 1950 à Tunis. Fils de Salomon et Marcelle Bellaïche, il fut un des membres du fameux gang des Postiches de 1981 à 1986.

## Son enfance
Au début des années 1950, la famille Bellaïche, de confession juive, s'installe en Israël puis quatre ans plus tard à Paris chez un oncle. Il commence à voler des bouteilles consignées avec son copain Patrick Geay au début des années 1960. En 1962, Salomon Bellaïche se retrouve en prison pour faillite. En novembre de la même année, André est placé à l'OPEJ (Office de protection des enfants juifs) à Rueil-Malmaison avec l'un de ses petits frères et ses trois sœurs. En avril 1964, il quitte l'OPEJ pour travailler et s'installe chez sa mère à Saint-Ouen. Placé en pension par les services sociaux en 1965 au château de La Versine, à Saint-Maximin dans l'Oise. La même année, son père replonge et est condamné à trois années d'emprisonnement. En 1967, Marcelle Bellaïche est atteinte d'un cancer, André s'enfuit de Saint-Maximin pour s'occuper de ses frères et sœurs et trouve un emploi de manutentionnaire dans une papeterie.

## Premiers vols
Avec les jeunes Mohamed Badaoui et Bruno Berliner, il vole dans les bijouteries des colliers, des bagues ou des diamants. Il vole aussi les premières cartes bancaires envoyées par La Poste. Puis viennent les vols de réfrigérateurs, de gazinières, de machines à laver et de télévisions. Été 1967, il est condamné à six mois de prison ferme, qu'il effectuera à la maison d'arrêt de Fresnes, pour vol de portefeuille (Libéré en mars 1968). En 1968, il quitte le domicile de sa mère et continue les vols. En 1970, il est condamné à quatorze mois de prison pour vols, recels et cambriolages par escalade, plus trois années pour révocation d'une peine de sursis. Le 1er mars 1971, il est menacé d'un arrêté d'expulsion du territoire français. Il est libéré le 29 juin 1973 et reste en France.

## Grand banditisme
Le 30 novembre 1974, il est une nouvelle fois arrêté pour infraction à la loi sur les arrêtés d'expulsion, usage de faux documents et renseignements d'état civil erronés. Il est libéré en février 1975. Le 27 février 1975, c'est le braquage sanglant d'une banque avenue de la République dans le IIIe arrondissement. André Bellaïche est suspecté d'y être, mais ce ne sera jamais prouvé. En revanche, Badaoui est « détronché ». Un de leurs complices Alain Lacabane est tué par l'anti-gang ainsi que le caissier de la banque par les braqueurs. Encerclés par la police, Badaoui (et Bellaïche ?) réussissent à prendre la fuite après plus de dix heures de négociations avec le commissaire Broussard, patron de la B.R.I. Une défaite cuisante pour l'anti-gang. Début mars, Badaoui et Bellaïche s'enfuient à l'étranger avec leurs compagnes. Au Maroc d'abord, puis Rome, Athènes, Tahiti, les États-Unis et la Thaïlande. Le 9 juin 1978, Badaoui et Bellaïche, toujours en cavale, sont condamnés à la peine de mort par contumace pour vols à mains armées, meurtre et prise d'otage. Mohammed Badaoui sera finalement abattu à vingt-cinq ans par un policier le 28 octobre 1980 pour un feu rouge grillé et parce qu'il était recherché pour meurtre.

## Gang des Postiches
On peut dater le premier braquage des Postiches : le 28 septembre 1981 à la B.N.P. de la rue du Docteur-Blanche dans le XVIe arrondissement. C'est une première, en compagnie de Bruno Berliner et de Robert Marguery, Bellaïche ouvre les coffres des particuliers et en plein jour. De 1981 à 1986, les Postiches multiplient les braquages (environ vingt-sept) avec un culot rare et incroyable. Ils attaquent les banques en général dans les périodes de mars ou novembre et le reste de l'année dépensent leur butin en voyageant. André Bellaïche ne sera jamais condamné pour les braquages et niera toujours faire partie du gang. En novembre 1985, les Postiches perdent un homme : Michel Chellaoui, arrêté dans un hôtel en compagnie de Marguery qui réussit à prendre la fuite. Après ça, les gangsters deviennent de plus en plus nerveux. Puis, le 14 janvier 1986, c'est le braquage de la rue du Docteur-Blanche au Crédit Lyonnais cette fois. La police a encerclé la banque. Myszka s'enfuit à pied, Bellaïche et Geay prennent en otage deux policiers et se volatilisent, Marguery est arrêté et Berliner est abattu. Serge Hernout, un des membres, qui n'avait pas fait partie du braquage le 14 janvier est arrêté et emmené au 36, quai des Orfèvres le 31 janvier 1986.

## Fin de cavale
En compagnie de Patrick Geay et Jean-Claude Myszka, Bellaïche s'enfuit à Rome. Ensuite, ils reviennent et s'installent à Yerres dans la banlieue parisienne pour y déposer une partie de l'argenterie des braquages avant de repartir pour l'Italie en mars 1986. Le 5 août 1986, Bellaïche est arrêté après un contrôle de routine avec Geay qui réussit à prendre la fuite. Condamné à un an de prison, il est incarcéré à la prison de Rebibbia à Rome. Le 23 novembre 1986, Myszka et un complice, un certain François Besse, prennent en otage un pilote et son hélicoptère pour faire évader André Bellaïche et un codétenu, Gian-Luigi Esposito, un braqueur d'extrême droite, de la prison de Rebibbia (it). Quelques jours plus tard, Bellaïche, Esposito, Myszka et Geay regagnent Yerres dans leur villa. Repérés par l'anti-gang, les hommes du RAID font irruption dans la villa le matin du 13 décembre 1986 et arrêtent les quatre gangsters.

## Suites judiciaires
Serge Hernout est libéré faute de preuve le 8 juillet 1986 ; il se suicide dans sa salle de bain le 8 avril 1987. Bizarrement, Patrick Geay est libéré le 5 janvier 1989 de la prison de Fleury-Mérogis. Le 31 janvier, la justice demande sa réincarcération, mais Geay s'est volatilisé. Lepape, libre, obtient un non-lieu en 1990. Bellaïche obtient également un non-lieu pour le braquage du 14 janvier 1986, le juge dira : "L'appartenance d'André Bellaïche au gang des Postiches est hautement vraisemblable, mais les éléments ne sont pas suffisamment probants." En 1990, Chellaoui passe devant les Assises pour la tentative de meurtre sur un policier dans un hôtel en novembre 1985, il est condamné à dix ans de prison (il sera libéré en 1992). En 1991, Bellaïche est acquitté pour le braquage sanglant de la République en 1975, il est par-contre condamné à sept ans de prison pour recel de vols qualifiés. Bellaïche est finalement libéré le 25 juin 1991, bien qu’ayant été suspecté d'association de malfaiteurs, recels d'objets volés et pour l'évasion de Rebibbia. Il travaille ensuite comme coursier pour le magasin de disque de son frère. Myszka est libéré le 10 janvier 1992, étant devenu fou après six années de prison. Marguery, le dernier, est libéré le 10 juin 1992. En mars 1996, Bellaïche, Marguery et Myszka retrouvent la prison le temps du procès du gang des Postiches. Patrick Geay ne s'y rendra toujours pas. L'avocate générale requiert quinze ans contre Myszka et Marguery, douze contre Bellaïche. Le verdict tombe le 4 avril 1996 : trente années d'emprisonnement par contumace pour Patrick Geay, douze ans pour Jean-Claude Myszka et Robert Marguery, huit ans pour André Bellaïche qui sera ensuite envoyé à la maison centrale de Poissy.

## Libération et réinsertion
Bellaïche est remis en liberté conditionnelle à Noël 1997. Il s'est depuis réinséré et a tenu un magasin de disques, Nava Musique, rue Mouffetard, à Paris. 

## Représentation au cinéma
André Bellaïche est représenté dans Le Dernier Gang un film d'Ariel Zeitoun, inspiré de l'histoire du Gang des Postiches.

## Films Documentaires
Les Grandes Evasions, Bellaïche « l'insaisissable », Marc Maouad & Roland Sicsic, Maydia Production 2009, Planète+Justice